# Машнур
 Машнур  — деревня в Моркинском районе Республики Марий Эл. Входит в состав Семисолинского сельского поселения.

## География
Находится в юго-восточной части республики Марий Эл на расстоянии приблизительно 16 км по прямой на север от районного центра посёлка Морки.

## История
Возникла в 1926 году как сельхозкоммуна. Основали её 4 семьи из деревни Шурга и 2 семьи из деревни Нижняя (Изи Кушня). В конце 1920-х годов рядом возник хутор Визым, вошедший в состав деревни. В советское время работали колхозы «Машнур» и им. Мичурина. В 2004 году в деревне оставались 2 хозяйства.

## Население
Население составляло 7 человек (мари 100 %) в 2002 году, 7 в 2010.